# 土曜特番 (日本テレビ)
『土曜特番』は、2013年11月23日から2019年3月まで土曜13:30 - 15:30（JST）に日本テレビで放送されていた単発特別番組枠。

## 放送された番組

### 2013年
| 11月23日 | 怪盗100面相 | 第3弾 |

### 2014年
| 1月25日  | ビックリしちゃった新記録                 | 復活特番 |
| 4月19日  | CAMERUNAWAY〜監視カメラに映らず盗め〜    | 第2弾    |
| 5月10日  | クイズ!?正解は出さないで                 |          |
| 6月14日  | カウントアップ 気になる数字を数えてみた  | 第2弾    |
| 7月26日  | THEセンタク あの病気になったらどうなる？ |          |
| 8月30日  | 芸能人ですよ旅                           | 第2弾    |
| 10月18日 | 〜本命・対抗・大穴〜芸能界三つ巴バトル   | 第2弾    |
| 11月1日  | 忍24時                                   | 第2弾    |

### 2015年
| 1月24日  | 生死を分けたその瞬間 体感!奇跡のリアルタイム | 第2弾 13:30～15:00に放送 |
| 2月14日  | ダイエット・ヴィレッジ〜全員で100kg痩せろ〜  | 再編集版                 |
| 3月14日  | 雑'sジャパン 小さな日本み〜つけた            | 第2弾                    |
| 4月25日  | 1周回って知らない話                          | 第2弾                    |
| 5月30日  | くりぃむしちゅーのヒューマンルーレット       | 第2弾                    |
| 6月27日  | 追跡!つぶやきウォッチャー                    | 第2弾                    |
| 8月22日  | 忍24時                                       | 第3弾                    |
| 10月31日 | グラフクラブ                                 | 第2弾                    |

### 2016年
| 1月23日  | お願い！アインシュタイン                             | 第2弾 |
| 2月13日  | グサッとアカデミア                                   | 第2弾 |
| 3月12日  | 内村てらす特別編 芸の力で日本のイイとこ照らしますSP! |       |
| 4月30日  | 気になるお客サマ こんな商品誰が買うの?               | 第2弾 |
| 5月21日  | QUIZ ジショモン                                      | 第3弾 |
| 8月27日  | UWASAのネタ                                          | 第2弾 |
| 10月1日  | その時チャンスは舞い降りた!                          | 第3弾 |
| 10月29日 | ドラマちっくニュース                                 | 第3弾 |
| 11月19日 | ツイ撃!                                              | 第2弾 |

### 2017年
| 1月28日  | QUIZ ジショモン                                                   | 第4弾 |
| 3月18日  | 奇想天外ビックリ人間の妻たち 波乱万丈な女性リポーターが完全密着SP |       |
| 5月20日  | こんな××はやめて～                                                |       |
| 7月29日  | 大人のワイドショー                                                | 第2弾 |
| 8月26日  | インテリが知らない世界のおバカ疑問                                | 第2弾 |
| 11月18日 | THE 城攻め2                                                       | 第2弾 |

### 2018年
| 3月10日 | その道のプロも驚き!畑違い先生のスゴ話 |  |